# Nomada collarae
Nomada collarae là một loài Hymenoptera trong họ Apidae. Loài này được Schwarz mô tả khoa học năm 1964.